# Haină climatizată

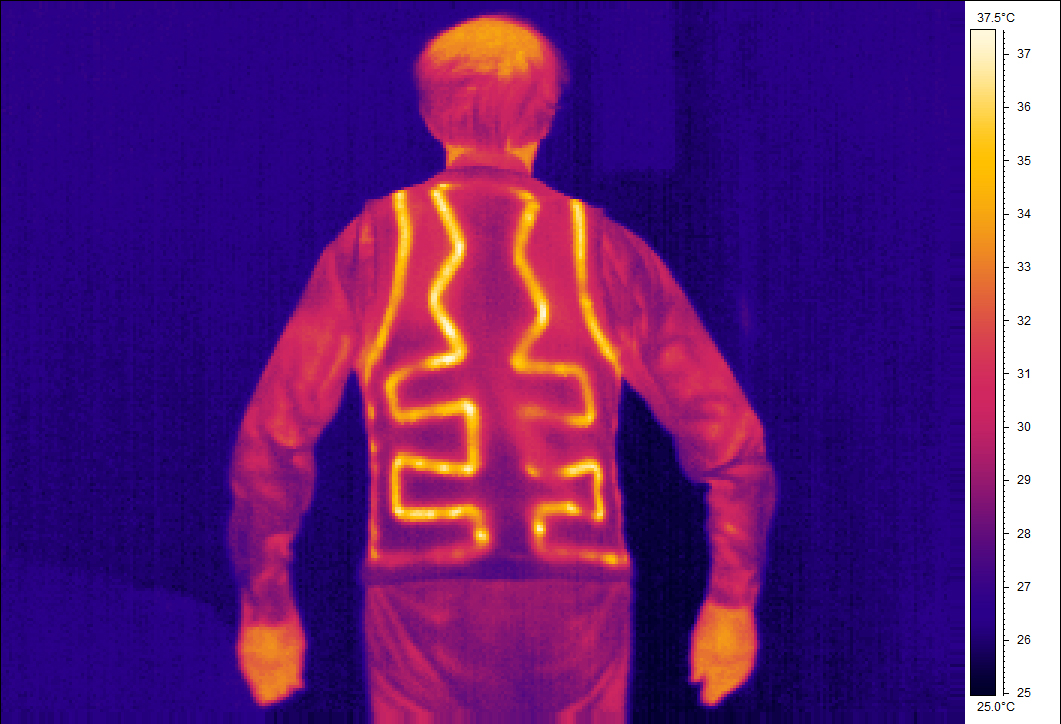
Haina climatizată

Haina climatizată se produce pentru anumite sporturi și activități într-o climă rece, de exemplu cu motocicletă, echitație, ski alpin, ciclism de iarnă, snowmovile, trekking sau pentru muncitorii ce prezintă activități în aer liber sau muncitorii din construcții.
Izolarea normală prin captarea căldurii corpului, dacă se udă de la transpirație sau ploaie, sau în cazul în care o persoană face o pauză în timp ce se antrenează fizic, izolarea poate să nu țină de cald. 
Cu articole de îmbrăcăminte încălzite, o persoană poate avea o temperatură constantă, chiar dacă acestea se odihnește și nu produce energie termică, sau dacă haina folosită este umedă de la transpirație.